# 38th Street Gang
Le 38th Street Gang  est un gang de rue criminel américain originaire de Los Angeles, en Californie, composé principalement d'Américains d'origine hispanique qui proviennent du Mexique. Le 38th Street Gang est l'un des plus anciens gangs de rue de Los Angeles et occupe son territoire depuis les années 1920. Ils se livrent à de nombreuses activités criminelles. La mafia mexicaine contrôle et utilise régulièrement des membres des 38th Street Gang  pour exécuter ses ordres.

## Histoire
Fondé dans les années 1920, le 38th Street gang remonte aux pachucos et aux zoot suits, et s'est formé à la frontière entre South Central et la ville de Vernon. Le 38th Street gang s'est fait connaître dans les années 1940 lors du procès pour meurtre de Sleepy Lagoon. Sleepy Lagoon était un lieu de baignade populaire dans ce qui est aujourd'hui l'East Los Angeles. Un mineur mexicano-américain nommé Jose Diaz y a été tué en 1942, et les membres du 38th Street gang ont été arrêtés et accusés de meurtre par la police de Los Angeles,,.
Les cinq membres du gang ont été reconnus coupables et condamnés à de la prison. Ces condamnations ont fini par unir la communauté mexicaine et changer les gangs mexicains. Les peines de prison ont également servi de ciment pour unir la communauté mexicaine et mexicano-américaine dans une cause commune, une lutte contre la distinction de classe fondée sur les préjugés et le racisme, une lutte contre l'establishment. [En prison, les membres du 38th Street gang étaient tenus en haute estime. Le 4 octobre 1943, les condamnations des membres du gang ont été annulées et les membres du gang auraient été accueillis dans leur communauté comme des héros,,.
Pendant l'affaire Sleepy Lagoon, les médias ont exagéré les gros titres sur le gang qui portait des zoot suits et ont créé des discriminations envers la communauté mexico-américaine. Lors de ce que l'on a appelé les Zoot Suit Riots, en mai et juin 1943, de nombreux Mexicano-Américains portant des zoot suits dans les quartiers ségrégués de la ville ont été attaqués par des militaires et des habitants européens-américains de Los Angeles. Les militaires et les habitants caucasiens estimaient que les zoot suiters ne contribuaient pas à l'effort de guerre et gaspillaient des ressources précieuses en s'habillant de manière aussi flamboyante. Les policiers de Los Angeles n'ont rien fait pour empêcher les émeutes, arrêtant les zoot suiters au lieu des agresseurs. Après les émeutes et en raison des critiques internationales, le département de la Guerre des États-Unis a interdit à tout le personnel militaire de se rendre à Los Angeles en permission. Le conseil municipal de Los Angeles a adopté une résolution interdisant le port de zoot suit dans les rues de Los Angeles, bien qu'aucune ordonnance n'ait été approuvée par le conseil municipal ni promulguée par le maire.